# سیات تریبو
سیات تریبو (SEAT Tribu) خودرویی است که در مارتورل و اسپانیا تولید شده‌است. طراحی آن موتور جلو، خودرو چهار چرخ محرک بوده است.